# Classica
A budapesti Classica zenekar Magyarországon 1987 novemberében alakult. A neo-klasszikus metal zenei műfaj első magyar képviselője.

## A zenekar tagjai

### 1987–1990
- Nagy (Szutorisz) Károly – ének
- Fejes Zoltán – gitárok
- Szalai Tamás – billentyűsök
- Weitner Ferenc – dobok
- Hertel Tibor – basszusgitár

### 1990–1992
- Molics Zsolt – ének
- Fejes Zoltán – gitárok
- Szalai Tamás – billentyűsök
- Weitner Ferenc – dobok
- Hertel Tibor – basszusgitár

### 1992–1994
- Ablonczy Mihály – ének
- Nagy Péter – gitárok
- Szalai Tamás – billentyűsök
- Weitner Ferenc – dobok
- Éber Tamás – basszusgitár

### 1994 (1)
- Molics Zsolt – ének
- Nagy Péter – gitárok
- Szalai Tamás – billentyűsök
- Weitner Ferenc – dobok
- Éber Tamás – basszusgitár

### 1994 (2)
- Szűts Norbert – ének, gitár
- Gera Zoltán – gitár
- Szalai Tamás – billentyűsök
- Weitner Ferenc – dobok
- Szűts Mihály – basszusgitár

### 1995–1996
- Angyal Károly – ének
- Sipeki Zoltán – gitár
- Szalai Tamás – billentyűsök
- Weitner Ferenc – dobok
- Éber Tamás – basszusgitár

### 1999–2000
- Kiss Zoltán – ének
- Váczy Nándor – gitár
- Szalai Tamás – billentyűsök
- Galántai Zsolt – dobok
- Krecsmarik Gábor – basszusgitár

### 2022 –
- Kiss Zoltán – ének
- Fejes Zoltán – gitár
- Szalai Tamás – billentyűsök
- Galántai Zsolt – dobok
- Gothár Ferenc – basszusgitár

## Elkészült stúdióalbumok
Ezek az albumok 2007 előtt csak részben jelentek meg.
- Classica (1989)
- Classica II. (1992)
- Iron World (1996)

## Hivatalosan megjelent szerzemények
- Robbanásveszély II. (kazettaválogatás) (1988)
- Garázs (bakelitlemez és kazettaválogatás) (1989)
- Rock From The Heart Of Europe (bakelitlemez, kazetta és CD-válogatás) (1991)
- Classica II. (önálló kiadvány kazettán) (1992)
- Antológia (önálló, 3 CD-t tartalmazó kiadvány a három stúdióanyaggal) (2007)

Tartalma:
I.: az 1989-ben felvett, de soha meg nem jelent első album, valamint bónuszként egy 1989-es koncertfelvétel és az 1991-es osztrák válogatáson megjelent három angol nyelvű dal
II.: a kazettaalbum anyaga, egy 2000-ben készült bónusz dallal
III. – Iron World: angol nyelvű, eredetileg promo-kiadványként készült, már progresszív hatásokat mutató album, egy 2000-ben készült bónusz dallal